# Persone di cognome Da Silva
| Questa pagina contiene informazioni ricavate automaticamente dalle voci biografiche con l'ausilio del template Bio e di un bot. L'aggiornamento è periodico e automatico e ricostruisce completamente la pagina. Se manca una persona in questa lista, sei pregato di non aggiungerla, ma accertati piuttosto che la sua voce biografica contenga il template Bio e che i dati anagrafici siano correttamente compilati. Se il template Bio manca, inseriscilo tu stesso o, in alternativa, metti l'avviso {{tmp\|Bio}} che ne segnala la mancanza. Se i dati riportati sono sbagliati, correggi direttamente la voce biografica; le modifiche saranno visibili in questa lista entro pochi giorni. Per chiarimenti vedi il progetto antroponimi. La lista contiene solo le 146 persone che sono citate nell'enciclopedia e per le quali è stato implementato correttamente il template Bio. Pagina aggiornata al 12 ott 2024. |

Questa è una lista di persone presenti nell'enciclopedia che hanno il cognome da Silva, suddivise per attività principale.

## Allenatori di calcio(2)
- Sonny Anderson, allenatore di calcio e ex calciatore brasiliano (Goiatuba, n. 1970)
- Cláudio Caçapa, allenatore di calcio e ex calciatore brasiliano (Lavras, n. 1976)

## Arcivescovi cattolici(1)
- Mário Antônio da Silva, arcivescovo cattolico brasiliano (Itararé, n. 1966)

## Artisti marziali misti(3)
- Luís Henrique da Silva, artista marziale misto brasiliano (Limoeiro, n. 1989)
- Jussier Formiga, artista marziale misto brasiliano (Natal, n. 1985)
- Wanderlei Silva, artista marziale misto brasiliano (Curitiba, n. 1976)

## Attrici(1)
- Nicole da Silva, attrice australiana (Sydney, n. 1981)

## Calciatrici(3)
- Ludmila da Silva, calciatrice brasiliana (n. 1994)
- Maria Eduarda Francelino da Silva, calciatrice brasiliana (Pernambuco, n. 1995)
- Dolores Silva, calciatrice portoghese (Queluz, n. 1991)

## Cantanti(1)
- Nelson Cavaquinho, cantante e compositore brasiliano (Rio de Janeiro, n. 1911 - Rio de Janeiro, † 1986)

## Cantautori(2)
- Seu Jorge, cantautore e attore brasiliano (Belford Roxo, n. 1970)
- Irmão Lázaro, cantautore, compositore e politico brasiliano (Salvador de Bahia, n. 1966 - Feira de Santana, † 2021)

## Cardinali(1)
- Patrício da Silva, cardinale e patriarca cattolico portoghese (Leiria, n. 1756 - Lisbona, † 1840)

## Cestiste(1)
- Kátia Denise da Silva, ex cestista brasiliana (n. 1977)

## Cestisti(4)
- Filipe da Silva, ex cestista e allenatore di pallacanestro portoghese (Guimarães, n. 1979)
- Wagner Machado da Silva, ex cestista brasiliano (San Paolo, n. 1961)
- Válter Apolinário da Silva, ex cestista brasiliano (Rio Claro, n. 1977)
- Oscar da Silva, cestista tedesco (Monaco di Baviera, n. 1998)

## Compositori(1)
- Francisco Manuel da Silva, compositore brasiliano (Rio de Janeiro, n. 1795 - Rio de Janeiro, † 1865)

## Dirigenti sportivi(1)
- Luisão, dirigente sportivo e ex calciatore brasiliano (Amparo, n. 1981)

## Giavellottisti(1)
- Luiz Maurício da Silva, giavellottista brasiliano (n. 2000)

## Giocatori di baseball(1)
- Tiago da Silva, giocatore di baseball brasiliano (San Paolo, n. 1985)

## Giocatori di calcio a 5(2)
- Bruno Alexandre da Silva, giocatore di calcio a 5 e allenatore di calcio a 5 brasiliano (San Paolo, n. 1988)
- Roninho, giocatore di calcio a 5 brasiliano (Varginha, n. 1987)

## Judoka(1)
- Rafael Silva, judoka brasiliano (Aquidauana, n. 1987)

## Lottatori(1)
- Vinícius da Silva, lottatore brasiliano (n. 1999)

## Maratoneti(1)
- Francisco Lázaro, maratoneta portoghese (Benfica, n. 1891 - Stoccolma, † 1912)

## Mezzofondisti(1)
- Solonei da Silva, mezzofondista e maratoneta brasiliano (n. 1982)

## Musicisti(1)
- Caçulinha, musicista, polistrumentista e compositore brasiliano (Piracicaba, n. 1938 - San Paolo, † 2024)

## Nobili(1)
- Miguel da Silva, nobile e vescovo cattolico portoghese (Évora, n. 1480 - Roma, † 1556)

## Pallanuotisti(1)
- Luiz da Silva, pallanuotista brasiliano (n. 1903)

## Pallavoliste(1)
- Ana Carolina da Silva, pallavolista brasiliana (Belo Horizonte, n. 1991)

## Pianisti(1)
- Johnny Alf, pianista, compositore e cantante brasiliano (Rio de Janeiro, n. 1929 - Santo André, † 2010)

## Politiche(1)
- Ana Paula da Silva, politica brasiliana (Florianópolis, n. 1975)

## Procuratori sportivi(1)
- Júlio César da Silva, procuratore sportivo e ex calciatore brasiliano (Bauru, n. 1963)

## Scultori(1)
- João da Silva, scultore, medaglista e gioielliere portoghese (Lisbona, n. 1880 - Lisbona, † 1960)

## Velocisti(4)
- Claudinei da Silva, ex velocista e ex bobbista brasiliano (Lençóis Paulista, n. 1970)
- Robson da Silva, ex velocista brasiliano (Rio de Janeiro, n. 1964)
- João Batista da Silva, ex velocista brasiliano (João Pessoa, n. 1963)
- Holder da Silva, velocista guineense (Bissau, n. 1988)